# Schinznach-Bad
Schinznach-Bad (do 1938 Birrenlauf) – miejscowość uzdrowiskowa w gminie Brugg w północnej Szwajcarii, w kantonie Argowia, w okręgu Brugg. 31 grudnia 2014 liczyła 1237 mieszkańców. Do 31 grudnia 2019 gmina (niem. Einwohnergemeinde).